# Barbeiros
Barbeiros (llamada oficialmente Santa María de Barbeiros) es una parroquia española del municipio de Órdenes, en la provincia de La Coruña, Galicia.

## Entidades de población
Entidades de población que forman parte de la parroquia:
- Aldeíña (A Aldeíña)
- Baltares (Os Baltares)
- Coruxo
- Cruceiro (O Cruceiro)
- Fondo da Aldea
- Lagos (Os Lagos)
- Loureiros (O Loureiro)
- Mandayos (Mandaios)
- Meixonfrío
- O Pino
- Pardos (Os Pardos)
- Peñasco (O Pedrouzo)
- Ramil
- Uzal (O Uzal)
- Vieites (Bieites)

## Demografía
| Gráfica de evolución demográfica de Barbeiros entre 2000 y 2019 |
|                                                                 |
| Datos según el nomenclátor publicado por el INE.                |